# Copa Real Federación Española de Fútbol 2022
La Copa Federación 2022 fue la 30.ª edición de dicha competición, correspondiente a la temporada 2022-23. Se trata de la cuarta edición en la que no se permite la participación de equipos filiales.

## Fase Autonómica
Esta fase se desarrollará a nivel autonómico y podrán participar, mediante inscripción voluntaria, todos los clubes (no filiales) de Primera Federación, Segunda Federación y Tercera Federación de la pasada temporada que no se hayan clasificado bien a la Copa del Rey, o bien a la fase nacional de la Copa RFEF.

### Andalucía
Copa RFAF 2022-23:
| Clasificados a la Fase nacional Marbella F. C. y S. C. Puente Genil F. C. |

### Aragón
Fase de Grupos
Grupo A
| Equipo          | PJ | G | E | P | GF | GC | DG | Pts |
| --------------- | -- | - | - | - | -- | -- | -- | --- |
| Atlético Monzón | 3  | 2 | 1 | 0 | 4  | 1  | 3  | 7   |
| C. D. Caspe     | 3  | 1 | 1 | 1 | 2  | 2  | 0  | 4   |
| U. D. Barbastro | 3  | 1 | 0 | 2 | 2  | 3  | -1 | 3   |
| C. D. Binéfar   | 3  | 1 | 0 | 2 | 1  | 4  | -3 | 3   |

Resultados (Jornada 1)
| Local           | Resultado | Visitante       |
| --------------- | --------- | --------------- |
| Atlético Monzón | 1–0       | U. D. Barbastro |
| C. D. Caspe     | 1–0       | C. D. Binéfar   |

Resultados (Jornada 2)
| Local           | Resultado | Visitante       |
| --------------- | --------- | --------------- |
| C. D. Binéfar   | 2–1       | U. D. Barbastro |
| Atlético Monzón | 1–1       | C. D. Caspe     |

Resultados (Jornada 3)
| Local           | Resultado | Visitante       |
| --------------- | --------- | --------------- |
| U. D. Barbastro | 1–0       | C. D. Caspe     |
| C. D. Binéfar   | 0–2       | Atlético Monzón |

Grupo B
| Equipo          | PJ | G | E | P | GF | GC | DG | Pts |
| --------------- | -- | - | - | - | -- | -- | -- | --- |
| C. D. Brea      | 3  | 3 | 0 | 0 | 4  | 0  | 4  | 9   |
| C. D. Cuarte    | 3  | 1 | 1 | 1 | 1  | 2  | -1 | 4   |
| C. F. Calamocha | 3  | 0 | 2 | 1 | 0  | 1  | -1 | 2   |
| S. D. Ejea      | 3  | 0 | 1 | 2 | 0  | 2  | -2 | 1   |

Resultados (Jornada 1)
| Local           | Resultado | Visitante    |
| --------------- | --------- | ------------ |
| C. D. Brea      | 2–0       | C. D. Cuarte |
| C. F. Calamocha | 0–0       | S. D. Ejea   |

Resultados (Jornada 2)
| Local           | Resultado | Visitante    |
| --------------- | --------- | ------------ |
| C. F. Calamocha | 0–0       | C. D. Cuarte |
| S. D. Ejea      | 0–1       | C. D. Brea   |

Resultados (Jornada 3)
| Local        | Resultado | Visitante       |
| ------------ | --------- | --------------- |
| C. D. Cuarte | 1–0       | S. D. Ejea      |
| C. D. Brea   | 1–0       | C. F. Calamocha |

Final
| Local      | Resultado      | Visitante       |
| ---------- | -------------- | --------------- |
| C. D. Brea | 1–1 (2:3 pen.) | Atlético Monzón |

| Campeón Club Atlético de Monzón 1.° título Clasificado a la Fase Nacional |

### Asturias
Fase de Grupos
Grupo A
| Equipo          | PJ | G | E | P | GF | GC | DG | Pts |
| --------------- | -- | - | - | - | -- | -- | -- | --- |
| U. D. Llanera   | 4  | 3 | 1 | 0 | 8  | 3  | 5  | 10  |
| L'Entregu C. F. | 4  | 2 | 1 | 1 | 5  | 2  | 3  | 7   |
| U. C. Ceares    | 4  | 0 | 0 | 4 | 2  | 10 | -8 | 0   |

Resultados
| Local           | Resultado | Visitante       |
| --------------- | --------- | --------------- |
| U. D. Llanera   | 1–1       | L'Entregu C. F. |
| L'Entregu C. F. | 3–0       | U. C. Ceares    |
| U. C. Ceares    | 0–3       | U. D. Llanera   |
| L'Entregu C. F. | 0–1       | U. D. Llanera   |
| U. C. Ceares    | 0–1       | L'Entregu C. F. |
| U. D. Llanera   | 3–2       | U. C. Ceares    |

Grupo B
| Equipo         | PJ | G | E | P | GF | GC | DG | Pts |
| -------------- | -- | - | - | - | -- | -- | -- | --- |
| U. P. Langreo  | 4  | 3 | 1 | 0 | 8  | 1  | 7  | 10  |
| C. D. Llanes   | 4  | 1 | 2 | 1 | 4  | 5  | -1 | 5   |
| C. D. Praviano | 4  | 0 | 1 | 3 | 1  | 7  | -6 | 1   |

Resultados
| Local          | Resultado | Visitante      |
| -------------- | --------- | -------------- |
| U. P. Langreo  | 2–0       | C. D. Praviano |
| C. D. Praviano | 0–0       | C. D. Llanes   |
| C. D. Llanes   | 0–0       | U. P. Langreo  |
| C. D. Praviano | 0–2       | U. P. Langreo  |
| C. D. Llanes   | 3–1       | C. D. Praviano |
| U. P. Langreo  | 4–1       | C. D. Llanes   |

Grupo C
| Equipo           | PJ | G | E | P | GF | GC | DG | Pts |
| ---------------- | -- | - | - | - | -- | -- | -- | --- |
| Marino de Luanco | 4  | 3 | 1 | 0 | 7  | 2  | 5  | 10  |
| C. D. Colunga    | 4  | 1 | 1 | 2 | 5  | 5  | 0  | 4   |
| C. D. Tuilla     | 4  | 0 | 2 | 2 | 2  | 7  | -5 | 2   |

Resultados
| Local            | Resultado | Visitante        |
| ---------------- | --------- | ---------------- |
| Marino de Luanco | 2–0       | C. D. Tuilla     |
| C. D. Tuilla     | 0–0       | C. D. Colunga    |
| C. D. Colunga    | 0–1       | Marino de Luanco |
| C. D. Tuilla     | 1–1       | Marino de Luanco |
| C. D. Colunga    | 3–0       | C. D. Tuilla     |
| Marino de Luanco | 3–1       | C. D. Colunga    |

Grupo D
| Equipo           | PJ | G | E | P | GF | GC | DG | Pts |
| ---------------- | -- | - | - | - | -- | -- | -- | --- |
| Real Avilés      | 4  | 3 | 1 | 0 | 7  | 1  | 6  | 10  |
| Caudal Deportivo | 4  | 1 | 2 | 1 | 3  | 5  | -2 | 5   |
| C. D. Covadonga  | 4  | 0 | 1 | 3 | 1  | 5  | -4 | 1   |

Resultados
| Local            | Resultado | Visitante        |
| ---------------- | --------- | ---------------- |
| Real Avilés      | 2–0       | C. D. Covadonga  |
| C. D. Covadonga  | 1–2       | Caudal Deportivo |
| Caudal Deportivo | 0–0       | Real Avilés      |
| C. D. Covadonga  | 0–1       | Real Avilés      |
| Caudal Deportivo | 0–0       | C. D. Covadonga  |
| Real Avilés      | 4–1       | Caudal Deportivo |

Semifinales
| Local            | Resultado | Visitante     |
| ---------------- | --------- | ------------- |
| U. D. Llanera    | 1–0       | U. P. Langreo |
| Marino de Luanco | 0–2       | Real Avilés   |

Final
| Local         | Resultado      | Visitante   |
| ------------- | -------------- | ----------- |
| U. D. Llanera | 1–1 (4:5 pen.) | Real Avilés |

| Campeón Real Avilés Club de Fútbol 5.° título Clasificado a la Fase Nacional |

### Baleares
Final
| Local            | Resultado | Visitante              |
| ---------------- | --------- | ---------------------- |
| C. D. Llosetense | 0–2       | C. F. Playas de Calviá |

| Campeón Club de Fútbol Playas de Calviá 2.° título Clasificado a la Fase Nacional |

### Canarias
Primera Eliminatoria
| Local             | Resultado | Visitante              |
| ----------------- | --------- | ---------------------- |
| C. F. Unión Viera | 0–1       | C. F. Panadería Pulido |
| C. D. Herbania    | 0–2       | U. D. Gran Tarajal     |

- Exento: C. D. Mensajero.

Segunda Eliminatoria
| Local                  | Resultado | Visitante          |
| ---------------------- | --------- | ------------------ |
| C. F. Panadería Pulido | 2–1       | U. D. Gran Tarajal |

- Exento: C. D. Mensajero.

Final
| Local           | Resultado | Visitante              |
| --------------- | --------- | ---------------------- |
| C. D. Mensajero | 2–3       | C. F. Panadería Pulido |

| Campeón Club de Fútbol Panadería Pulido San Mateo 1.° título. Clasificado a la Fase Nacional |

### Cantabria
Cuartos de Final
| Local          | Resultado      | Visitante          |
| -------------- | -------------- | ------------------ |
| C. D. Cayón    | 2–1            | C. D. Guarnizo     |
| C. D. Naval    | 0–0 (5:3 pen.) | S. D. Torina       |
| C. D. Tropezón | 1–1 (4:3 pen.) | Atlético Albericia |
| U. M. Escobedo | 0–0 (4:3 pen.) | U. D. Sámano       |

Semifinales
| Local          | Resultado      | Visitante      |
| -------------- | -------------- | -------------- |
| C. D. Cayón    | 0–1            | C. D. Naval    |
| C. D. Tropezón | 0–0 (4:3 pen.) | U. M. Escobedo |

Final
| Local       | Resultado      | Visitante      |
| ----------- | -------------- | -------------- |
| C. D. Naval | 0–0 (4:2 pen.) | C. D. Tropezón |

| Campeón Club Deportivo Naval 1.° título. Clasificado a la Fase Nacional |

### Castilla - La Mancha
Primera Ronda
| Local             | Resultado      | Visitante                      |
| ----------------- | -------------- | ------------------------------ |
| C. D. Azuqueca    | 2–3            | C. D. Marchamalo               |
| C. D. Toledo      | 2–3            | C. D. Torrijos                 |
| U. B. Conquense   | 0–0 (4:1 pen.) | C. P. Villarrobledo            |
| Villarrubia C. F. | 1–1 (2:1 pen.) | Calvo Sotelo Puertollano C. F. |

- Exentos: C. F. Talavera de la Reina y U. D. Socuéllamos.

Segunda Ronda
| Local            | Resultado      | Visitante         |
| ---------------- | -------------- | ----------------- |
| C. D. Marchamalo | 2–0            | C. D. Torrijos    |
| U. B. Conquense  | 0–0 (1:3 pen.) | Villarrubia C. F. |

- Exentos: C. F. Talavera de la Reina y U. D. Socuéllamos.

Semifinales
| Local             | Resultado      | Visitante                  |
| ----------------- | -------------- | -------------------------- |
| C. D. Marchamalo  | 2–1            | C. F. Talavera de la Reina |
| Villarrubia C. F. | 0–0 (4:3 pen.) | U. D. Socuéllamos          |

Final
| Local            | Resultado      | Visitante         |
| ---------------- | -------------- | ----------------- |
| C. D. Marchamalo | 1–1 (4:5 pen.) | Villarrubia C. F. |

| Campeón Villarrubia Club de Fútbol 2.° título Clasificado a la Fase Nacional |

### Castilla y León
Cuartos de Final
| Local             | Resultado | Visitante               |
| ----------------- | --------- | ----------------------- |
| Arandina C. F.    | 0–6       | Cultural Leonesa        |
| U. D. Santa Marta | 0–1       | Unionistas de Salamanca |
| Salamanca UDS     | 0–2       | Zamora C. F.            |

- Exento: Atlético Bembibre.[24]

Semifinales
| Local             | Resultado      | Visitante               |
| ----------------- | -------------- | ----------------------- |
| Cultural Leonesa  | 1–1 (4:2 pen.) | Unionistas de Salamanca |
| Atlético Bembibre | 1–3 (t.s.)     | Zamora C. F.            |

Final
| Local        | Resultado | Visitante        |
| ------------ | --------- | ---------------- |
| Zamora C. F. | 2–0       | Cultural Leonesa |

| Campeón Zamora Club de Fútbol 3.° título Clasificado a la Fase Nacional |

### Cataluña
Final
| Local          | Resultado      | Visitante      |
| -------------- | -------------- | -------------- |
| C. F. Badalona | 1–1 (3:5 pen.) | Terrassa F. C. |

| Campeón Terrassa Futbol Club 4.° título Clasificado a la Fase Nacional |

### Extremadura
Cuartos de Final (ida)
| Local                  | Resultado | Visitante         |
| ---------------------- | --------- | ----------------- |
| C. P. Montehermoso     | 0–0       | U. P. Plasencia   |
| C. D. Don Álvaro       | 1–0       | S. P. Villafranca |
| U. D. Fuente de Cantos | 1–1       | C. D. Azuaga      |

- Exento: C. F. Trujillo.

Cuartos de Final (vuelta)
| Local             | Resultado      | Visitante              |
| ----------------- | -------------- | ---------------------- |
| U. P. Plasencia   | 0–2            | C. P. Montehermoso     |
| S. P. Villafranca | 3–0            | C. D. Don Álvaro       |
| C. D. Azuaga      | 0–0 (3:4 pen.) | U. D. Fuente de Cantos |

- Exento: C. F. Trujillo.

Semifinales (ida)
| Local                  | Resultado | Visitante          |
| ---------------------- | --------- | ------------------ |
| U. D. Fuente de Cantos | 2–1       | S. P. Villafranca  |
| C. F. Trujillo         | 1–0       | C. P. Montehermoso |

Semifinales (vuelta)
| Local              | Resultado      | Visitante              |
| ------------------ | -------------- | ---------------------- |
| S. P. Villafranca  | 1–0 (4:5 pen.) | U. D. Fuente de Cantos |
| C. P. Montehermoso | 0–0            | C. F. Trujillo         |

Final
| Local                  | Resultado | Visitante      |
| ---------------------- | --------- | -------------- |
| U. D. Fuente de Cantos | 1–2       | C. F. Trujillo |

| Campeón Club de Fútbol Trujillo 1.° título Clasificado a la Fase Nacional |

### Galicia
Cuartos de Final
| Local            | Resultado      | Visitante        |
| ---------------- | -------------- | ---------------- |
| Racing Villalbés | 1–1 (3:5 pen.) | Silva S. D.      |
| C. S. D. Arzúa   | 1–2            | S. D. Compostela |
| Rápido de Bouzas | 1–1 (3:4 pen.) | C. D. Arenteiro  |
| C. D. Estradense | 1–1 (4:2 pen.) | Arosa S. C.      |

Semifinales
| Local            | Resultado      | Visitante        |
| ---------------- | -------------- | ---------------- |
| Silva S. D.      | 1–1 (4:5 pen.) | S. D. Compostela |
| C. D. Estradense | 0–1            | C. D. Arenteiro  |

Final
| Local           | Resultado | Visitante        |
| --------------- | --------- | ---------------- |
| C. D. Arenteiro | 2–1       | S. D. Compostela |

| Campeón Club Deportivo Arenteiro 1.° título Clasificado a la Fase Nacional |

### La Rioja
Semifinales
| Local              | Resultado      | Visitante        |
| ------------------ | -------------- | ---------------- |
| Casalarreina C. F. | 1–1 (4:5 pen.) | Náxara C. D.     |
| C. D. Varea        | 2–0            | F. C. La Calzada |

Final
| Local        | Resultado | Visitante   |
| ------------ | --------- | ----------- |
| Náxara C. D. | 1–0       | C. D. Varea |

| Campeón Náxara Club Deportivo 2.° título Clasificado a la Fase Nacional |

### Comunidad de Madrid
Fase de Grupos
Grupo A
| Equipo                           | PJ | G | E | P | GF | GC | DG | Pts |
| -------------------------------- | -- | - | - | - | -- | -- | -- | --- |
| C. D. E. Ursaria                 | 1  | 1 | 0 | 0 | 1  | 0  | +1 | 3   |
| U. D. San Sebastián de los Reyes | 1  | 0 | 0 | 1 | 0  | 1  | -1 | 0   |
| DUX Internacional*               | –  | – | – | – | –  | –  | –  | –   |

(*) El DUX Internacional abandonó el campeonato.
Resultados (Jornada 1 - 17/8/2022)
| Local             | Resultado  | Visitante        |
| ----------------- | ---------- | ---------------- |
| DUX Internacional | Suspendido | C. D. E. Ursaria |

- Descansa: U. D. San Sebastián de los Reyes.

Resultados (Jornada 2 - 21/8/2022)
| Local                            | Resultado  | Visitante         |
| -------------------------------- | ---------- | ----------------- |
| U. D. San Sebastián de los Reyes | Suspendido | DUX Internacional |

- Descansa: C. D. E. Ursaria.

Resultados (Jornada 3 - 24/8/2022)
| Local            | Resultado | Visitante                        |
| ---------------- | --------- | -------------------------------- |
| C. D. E. Ursaria | 1–0       | U. D. San Sebastián de los Reyes |

- Descansa: DUX Internacional.

Grupo B
| Equipo              | PJ | G | E | P | GF | GC | DG | Pts |
| ------------------- | -- | - | - | - | -- | -- | -- | --- |
| R. S. D. Alcalá     | 2  | 1 | 1 | 0 | 6  | 2  | +4 | 4   |
| Torrejón C. F.      | 2  | 1 | 1 | 0 | 4  | 3  | +1 | 4   |
| C. D. Móstoles URJC | 2  | 0 | 0 | 2 | 3  | 8  | -5 | 0   |

Resultados (Jornada 1 - 17/8/2022)
| Local           | Resultado | Visitante      |
| --------------- | --------- | -------------- |
| R. S. D. Alcalá | 1–1       | Torrejón C. F. |

- Descansa: C. D. Móstoles URJC.

Resultados (Jornada 2 - 21/8/2022)
| Local               | Resultado | Visitante       |
| ------------------- | --------- | --------------- |
| C. D. Móstoles URJC | 1–5       | R. S. D. Alcalá |

- Descansa: Torrejón C. F.

Resultados (Jornada 3 - 24/8/2022)
| Local          | Resultado | Visitante           |
| -------------- | --------- | ------------------- |
| Torrejón C. F. | 3–2       | C. D. Móstoles URJC |

- Descansa: R. S. D. Alcalá.

Final
| Local            | Resultado      | Visitante       |
| ---------------- | -------------- | --------------- |
| C. D. E. Ursaria | 0–0 (2:4 pen.) | R. S. D. Alcalá |

| Campeón Real Sociedad Deportiva Alcalá 2.° título Clasificado a la Fase Nacional |

### Región de Murcia
Semifinales
| Local                 | Resultado      | Visitante                 |
| --------------------- | -------------- | ------------------------- |
| Unión Molinense C. F. | 1–1 (4:2 pen.) | C. A. P. Ciudad de Murcia |
| C. F. Lorca Deportiva | 3–1            | C. D. Cieza               |

Final
| Local                 | Resultado  | Visitante             |
| --------------------- | ---------- | --------------------- |
| Unión Molinense C. F. | 0–2 (t.s.) | C. F. Lorca Deportiva |

| Campeón Club de Fútbol Lorca Deportiva 2.° título Clasificado a la Fase Nacional |

### Navarra
Cuartos de Final
| Local             | Resultado | Visitante       |
| ----------------- | --------- | --------------- |
| C. D. Tudelano    | 3–1       | Peña Sport      |
| C. D. Ardoi       | 4–2       | C. D. Cortes    |
| U. D. C. Chantrea | 2–0       | U. D. Mutilvera |
| C. D. Huarte      | 3–2       | C. D. Pamplona  |

Semifinales
| Local             | Resultado | Visitante      |
| ----------------- | --------- | -------------- |
| U. D. C. Chantrea | 3–2       | C. D. Tudelano |
| C. D. Huarte      | 3–2       | C. D. Ardoi    |

Final
| Local             | Resultado  | Visitante    |
| ----------------- | ---------- | ------------ |
| U. D. C. Chantrea | 1–2 (t.s.) | C. D. Huarte |

| Campeón Club Deportivo Huarte 1.° título Clasificado a la Fase Nacional |

### País Vasco
Final (ida)
| Local       | Resultado | Visitante       |
| ----------- | --------- | --------------- |
| S. D. Leioa | 1–2       | Real Unión Club |

Final (vuelta)
| Local           | Resultado | Visitante   |
| --------------- | --------- | ----------- |
| Real Unión Club | 3–2       | S. D. Leioa |

| Campeón Real Unión Club 4.° título Clasificado a la Fase Nacional |

### Comunidad Valenciana
Fase de Grupos
Grupo A
| Equipo         | PJ | G | E | P | GF | GC | DG | Pts |
| -------------- | -- | - | - | - | -- | -- | -- | --- |
| C. D. Alcoyano | 2  | 1 | 1 | 0 | 3  | 2  | 1  | 4   |
| Atzeneta U. E. | 2  | 0 | 2 | 0 | 1  | 1  | 0  | 2   |
| Orihuela C. F. | 2  | 0 | 1 | 1 | 1  | 2  | -1 | 1   |

Resultados (Jornada 1)
| Local         | Resultado | Visitante      |
| ------------- | --------- | -------------- |
| C. D Alcoyano | 1–1       | Atzeneta U. E. |

- Descansa: Orihuela C. F.

Resultados (Jornada 2)
| Local          | Resultado | Visitante      |
| -------------- | --------- | -------------- |
| Orihuela C. F. | 1–2       | C. D. Alcoyano |

- Descansa: Atzeneta U. E.

Resultados (Jornada 3)
| Local          | Resultado | Visitante      |
| -------------- | --------- | -------------- |
| Atzeneta U. E. | 0–0       | Orihuela C. F. |

- Descansa: C. D. Alcoyano.

Grupo B
| Equipo          | PJ | G | E | P | GF | GC | DG | Pts |
| --------------- | -- | - | - | - | -- | -- | -- | --- |
| U. D. Alzira    | 2  | 1 | 0 | 1 | 1  | 1  | 0  | 3   |
| Silla C. F.     | 2  | 1 | 0 | 1 | 1  | 1  | 0  | 3   |
| U. D. Benigánim | 2  | 1 | 0 | 1 | 1  | 1  | 0  | 3   |

Se clasifica para la final la  U. D. Alzira al ganar ambas rondas de penaltis a sus rivales en previsión de empates.
Resultados (Jornada 1)
| Local        | Resultado | Visitante       |
| ------------ | --------- | --------------- |
| U. D. Alzira | 1–0       | U. D. Benigánim |

- Descansa: Silla C. F.

Resultados (Jornada 2)
| Local       | Resultado | Visitante    |
| ----------- | --------- | ------------ |
| Silla C. F. | 1–0       | U. D. Alzira |

- Descansa: U. D. Benigánim.

Resultados (Jornada 3)
| Local           | Resultado | Visitante   |
| --------------- | --------- | ----------- |
| U. D. Benigánim | 1–0       | Silla C. F. |

- Descansa: U. D. Alzira.

Final
| Local          | Resultado | Visitante    |
| -------------- | --------- | ------------ |
| C. D. Alcoyano | 1–2       | U. D. Alzira |

| Campeón Unión Deportiva Alzira 3.° título Clasificado a la Fase Nacional |

### Ceuta
Betis de Hadú C. F.

### Melilla
U. D. Melilla

## Fase Nacional
Clasifican directamente a la Fase Nacional los cinco mejor clasificados de cada uno de los grupos de la Segunda RFEF 2021-22 y 7 equipos de la Tercera RFEF 2021-22, siendo estos los mejores segundos de cada grupo que no hayan clasificado para la Copa del Rey 2022-23 y, en caso de ser necesario, los mejores terceros, utilizando el coeficiente puntos/partido como criterio de clasificación. No pueden participar los equipos filiales.
Por otro lado, lo harán 20 clubes mediante las fases autonómicas en la temporada 2022-23, siendo cada una de ellas organizada por cada una de las 19 federaciones adscritas a la Real Federación Española de Fútbol. El club campeón de cada fase autonómica (excepto de Andalucía, donde clasificarán dos clubes) entrará directamente en esta Fase Nacional.

### Equipos clasificados
| Segunda RFEF 2021-22                                                                    | Tercera RFEF 2021-22                                                                              | Fases autonómicas 2022-23 |
| --------------------------------------------------------------------------------------- | ------------------------------------------------------------------------------------------------- | --- |
| Bergantiños F. C. C. D. Izarra S. D. Formentera C. D. San Roque de Lepe Mar Menor F. C. | Xerez C. D. Moralo C. P. U. D. Somozas U. D. Poblense C. D. Anguiano C. F. Illueca C. D. Illescas | C. D. Arenteiro Real Avilés C. F. C. D. Naval Real Unión Club Terrassa F. C. U. D. Alzira R. S. D. Alcalá Zamora C. F. Marbella F. C. S. C. Puente Genil F. C. C. F. Playas de Calviá C. F. Panadería Pulido C. F. Lorca Deportiva C. F. Trujillo C. D. Itaroa Huarte Náxara C. D. Atlético Monzón Villarrubia C. F. Betis de Hadú C. F. U. D. Melilla |

### Sorteo
Los 32 equipos clasificados se divide en 4 cuadros con 8 equipos en cada por criterios de proximidad geográfica enfrentándose en eliminatorias entre sí.
Se comenzará emparejando del cuadro del bombo A, seguido del bombo B, el bombo C y finalmente el bombo D. El sorteo se celebrará en 15 de septiembre de 2022, a las 12:00 CET.
Posteriormente el campeón de las eliminatorias de cada cuadro, avanzará a semifinales obteniendo así el pase a la Copa del Rey para después cruzarse con el resto de campeones del resto de cuadros.
Los partidos se disputarán en el campo del equipo que salga en primer lugar en la extracción de las bolas. Quedando configurados los clubes en 4 bombos las cuales serán:
| Bombo A | Bombo B | Bombo C | Bombo D |
| --- | --- | --- | --- |
| Zamora C. F. Fase autonómica (2.ª RFEF) Bergantiños F. C. 2.ª RFEF Real Avilés C. F. Fase autonómica (2.ª RFEF) C. D. Arenteiro Fase autonómica (2.ª RFEF) C. F. Panadería Pulido Fase autonómica (3.ª RFEF) U. D. Somozas 3.ª RFEF R. S. D. Alcalá Fase autonómica (3.ª RFEF) C. D. Naval Fase autonómica (3.ª RFEF) | Real Unión Club Fase autonómica (1.ª RFEF) Terrassa F. C. Fase autonómica (2.ª RFEF) C. D. Izarra 2.ª RFEF Náxara C. D. Fase autonómica (3.ª RFEF) C. D. Anguiano 3.ª RFEF C. F. Illueca 3.ª RFEF C. D. Itaroa Huarte Fase autonómica (3.ª RFEF) C. F. Atlético Monzón Fase autonómica (3.ª RFEF) | Mar Menor F. C. 2.ª RFEF S. D. Formentera 2.ª RFEF U. D. Alzira Fase autonómica (2.ª RFEF) U. D. Poblense 3.ª RFEF C. D. Illescas 3.ª RFEF C. F. Playas de Calviá Fase autonómica (3.ª RFEF) Villarrubia C. F. Fase autonómica (3.ª RFEF) C. F. Lorca Deportiva Fase autonómica (3.ª RFEF) | C. D. San Roque de Lepe 2.ª RFEF U. D. Melilla Fase autonómica (2.ª RFEF) Xerez C. D. 3.ª RFEF Marbella F. C. Fase autonómica (3.ª RFEF) Moralo C. P. 3.ª RFEF S. C. Puente Genil F. C. Fase autonómica (3.ª RFEF) C. F. Trujillo Fase autonómica (3.ª RFEF) Betis de Hadú C. F. Fase autonómica (Regional Preferente) |

Para la semifinales y para la final se realizará otro sorteo entre el ganador del cuadro A y B para determinar el equipo será local y cual visitante, haciendo lo mismo con el cuadro C y D.

### Cuadro A
|  | Cuartos de final  | Cuartos de final |                  |                  | Semifinal    | Semifinal    |  |                 | Final         | Final         |  |
|  | 28 de septiembre  | 28 de septiembre |                  |                  | 5 de octubre | 5 de octubre |  |                 | 12 de octubre | 12 de octubre |  |
|  |                   |                  |                  |                  |              |              |  |                 |               |               |  |
|  |                   |                  |                  |                  |              |              |  |                 |               |               |  |
|  | C. D. Arenteiro   | 3                |                  |                  |              |              |  |                 |               |               |  |
|  | C. D. Arenteiro   | 3                |                  |                  |              |              |  |                 |               |               |  |
|  | C. D. Naval       | 1                |                  |                  |              |              |  |                 |               |               |  |
|  | C. D. Naval       | 1                |                  | C. D. Arenteiro  | 2            |              |  |                 |               |               |  |
|  |                   |                  |                  | C. D. Arenteiro  | 2            |              |  |                 |               |               |  |
|  |                   |                  | Zamora C. F.     | 1                |              |              |  |                 |               |               |  |
|  | Bergantiños F. C. | 2                | Zamora C. F.     | 1                |              |              |  |                 |               |               |  |
|  | Bergantiños F. C. | 2                |                  |                  |              |              |  |                 |               |               |  |
|  | Zamora C. F.      | 3                |                  |                  |              |              |  |                 |               |               |  |
|  | Zamora C. F.      | 3                |                  |                  |              |              |  | C. D. Arenteiro | 3             |               |  |
|  |                   |                  |                  |                  |              |              |  | C. D. Arenteiro | 3             |               |  |
|  |                   |                  | Panadería Pulido | 0                |              |              |  |                 |               |               |  |
|  | Panadería Pulido  | 1                | Panadería Pulido | 0                |              |              |  |                 |               |               |  |
|  | Panadería Pulido  | 1                |                  |                  |              |              |  |                 |               |               |  |
|  | U. D. Somozas     | 0                |                  |                  |              |              |  |                 |               |               |  |
|  | U. D. Somozas     | 0                |                  | Panadería Pulido | 1            |              |  |                 |               |               |  |
|  |                   |                  |                  | Panadería Pulido | 1            |              |  |                 |               |               |  |
|  |                   |                  | R. S. D. Alcalá  | 0                |              |              |  |                 |               |               |  |
|  | Real Avilés       | 1 (4)            | R. S. D. Alcalá  | 0                |              |              |  |                 |               |               |  |
|  | Real Avilés       | 1 (4)            |                  |                  |              |              |  |                 |               |               |  |
|  | R. S. D. Alcalá   | 1 (5)            |                  |                  |              |              |  |                 |               |               |  |
|  | R. S. D. Alcalá   | 1 (5)            |                  |                  |              |              |  |                 |               |               |  |
|  |                   |                  |                  |                  |              |              |  |                 |               |               |  |

### Cuadro B
|  | Cuartos de final | Cuartos de final |                |                 | Semifinal    | Semifinal    |  |                 | Final         | Final         |  |
|  | 28 de septiembre | 28 de septiembre |                |                 | 5 de octubre | 5 de octubre |  |                 | 12 de octubre | 12 de octubre |  |
|  |                  |                  |                |                 |              |              |  |                 |               |               |  |
|  |                  |                  |                |                 |              |              |  |                 |               |               |  |
|  | Real Unión Club  | 1                |                |                 |              |              |  |                 |               |               |  |
|  | Real Unión Club  | 1                |                |                 |              |              |  |                 |               |               |  |
|  | Náxara C. D.     | 0                |                |                 |              |              |  |                 |               |               |  |
|  | Náxara C. D.     | 0                |                | Real Unión Club | 2            |              |  |                 |               |               |  |
|  |                  |                  |                | Real Unión Club | 2            |              |  |                 |               |               |  |
|  |                  |                  | C. F. Illueca  | 0               |              |              |  |                 |               |               |  |
|  | C. D. Anguiano   | 0                | C. F. Illueca  | 0               |              |              |  |                 |               |               |  |
|  | C. D. Anguiano   | 0                |                |                 |              |              |  |                 |               |               |  |
|  | C. F. Illueca    | 1                |                |                 |              |              |  |                 |               |               |  |
|  | C. F. Illueca    | 1                |                |                 |              |              |  | Real Unión Club | 1             |               |  |
|  |                  |                  |                |                 |              |              |  | Real Unión Club | 1             |               |  |
|  |                  |                  | Terrassa F. C. | 0               |              |              |  |                 |               |               |  |
|  | C. D. Huarte     | 0                | Terrassa F. C. | 0               |              |              |  |                 |               |               |  |
|  | C. D. Huarte     | 0                |                |                 |              |              |  |                 |               |               |  |
|  | Terrassa F. C.   | 3                |                |                 |              |              |  |                 |               |               |  |
|  | Terrassa F. C.   | 3                |                | Terrassa F. C.  | 2 (5)        |              |  |                 |               |               |  |
|  |                  |                  |                | Terrassa F. C.  | 2 (5)        |              |  |                 |               |               |  |
|  |                  |                  | C. D. Izarra   | 2 (3)           |              |              |  |                 |               |               |  |
|  | C. D. Izarra     | 2                | C. D. Izarra   | 2 (3)           |              |              |  |                 |               |               |  |
|  | C. D. Izarra     | 2                |                |                 |              |              |  |                 |               |               |  |
|  | Atlético Monzón  | 0                |                |                 |              |              |  |                 |               |               |  |
|  | Atlético Monzón  | 0                |                |                 |              |              |  |                 |               |               |  |
|  |                  |                  |                |                 |              |              |  |                 |               |               |  |

### Cuadro C
|  | Cuartos de final       | Cuartos de final |                        |                   | Semifinal    | Semifinal    |  |              | Final         | Final         |  |
|  | 28 de septiembre       | 28 de septiembre |                        |                   | 5 de octubre | 5 de octubre |  |              | 12 de octubre | 12 de octubre |  |
|  |                        |                  |                        |                   |              |              |  |              |               |               |  |
|  |                        |                  |                        |                   |              |              |  |              |               |               |  |
|  | U. D. Alzira           | 2                |                        |                   |              |              |  |              |               |               |  |
|  | U. D. Alzira           | 2                |                        |                   |              |              |  |              |               |               |  |
|  | S. D. Formentera       | 0                |                        |                   |              |              |  |              |               |               |  |
|  | S. D. Formentera       | 0                |                        | U. D. Alzira      | 2            |              |  |              |               |               |  |
|  |                        |                  |                        | U. D. Alzira      | 2            |              |  |              |               |               |  |
|  |                        |                  | Mar Menor F. C.        | 1                 |              |              |  |              |               |               |  |
|  | U. D. Poblense         | 0                | Mar Menor F. C.        | 1                 |              |              |  |              |               |               |  |
|  | U. D. Poblense         | 0                |                        |                   |              |              |  |              |               |               |  |
|  | Mar Menor F. C.        | 1                |                        |                   |              |              |  |              |               |               |  |
|  | Mar Menor F. C.        | 1                |                        |                   |              |              |  | U. D. Alzira | 1 (7)         |               |  |
|  |                        |                  |                        |                   |              |              |  | U. D. Alzira | 1 (7)         |               |  |
|  |                        |                  | Villarrubia C. F.      | 1 (6)             |              |              |  |              |               |               |  |
|  | Villarrubia C. F.      | 2                | Villarrubia C. F.      | 1 (6)             |              |              |  |              |               |               |  |
|  | Villarrubia C. F.      | 2                |                        |                   |              |              |  |              |               |               |  |
|  | C. D. Illescas         | 0                |                        |                   |              |              |  |              |               |               |  |
|  | C. D. Illescas         | 0                |                        | Villarrubia C. F. | 2            |              |  |              |               |               |  |
|  |                        |                  |                        | Villarrubia C. F. | 2            |              |  |              |               |               |  |
|  |                        |                  | C. F. Playas de Calviá | 1                 |              |              |  |              |               |               |  |
|  | C. F. Playas de Calviá | 2                | C. F. Playas de Calviá | 1                 |              |              |  |              |               |               |  |
|  | C. F. Playas de Calviá | 2                |                        |                   |              |              |  |              |               |               |  |
|  | Lorca Deportiva        | 0                |                        |                   |              |              |  |              |               |               |  |
|  | Lorca Deportiva        | 0                |                        |                   |              |              |  |              |               |               |  |
|  |                        |                  |                        |                   |              |              |  |              |               |               |  |

### Cuadro D
|  | Cuartos de final        | Cuartos de final |               |                         | Semifinal    | Semifinal    |  |                         | Final         | Final         |  |
|  | 28 de septiembre        | 28 de septiembre |               |                         | 5 de octubre | 5 de octubre |  |                         | 12 de octubre | 12 de octubre |  |
|  |                         |                  |               |                         |              |              |  |                         |               |               |  |
|  |                         |                  |               |                         |              |              |  |                         |               |               |  |
|  | Puente Genil F. C.      | 0                |               |                         |              |              |  |                         |               |               |  |
|  | Puente Genil F. C.      | 0                |               |                         |              |              |  |                         |               |               |  |
|  | C. D. San Roque de Lepe | 1                |               |                         |              |              |  |                         |               |               |  |
|  | C. D. San Roque de Lepe | 1                |               | C. D. San Roque de Lepe | 1            |              |  |                         |               |               |  |
|  |                         |                  |               | C. D. San Roque de Lepe | 1            |              |  |                         |               |               |  |
|  |                         |                  | Moralo C. P.  | 0                       |              |              |  |                         |               |               |  |
|  | Xerez C. D.             | 0                | Moralo C. P.  | 0                       |              |              |  |                         |               |               |  |
|  | Xerez C. D.             | 0                |               |                         |              |              |  |                         |               |               |  |
|  | Moralo C. P.            | 2                |               |                         |              |              |  |                         |               |               |  |
|  | Moralo C. P.            | 2                |               |                         |              |              |  | C. D. San Roque de Lepe | 2             |               |  |
|  |                         |                  |               |                         |              |              |  | C. D. San Roque de Lepe | 2             |               |  |
|  |                         |                  | U. D. Melilla | 1                       |              |              |  |                         |               |               |  |
|  | Marbella F. C.          | 11               | U. D. Melilla | 1                       |              |              |  |                         |               |               |  |
|  | Marbella F. C.          | 11               |               |                         |              |              |  |                         |               |               |  |
|  | Betis de Hadú           | 0                |               |                         |              |              |  |                         |               |               |  |
|  | Betis de Hadú           | 0                |               | Marbella F. C.          | 1            |              |  |                         |               |               |  |
|  |                         |                  |               | Marbella F. C.          | 1            |              |  |                         |               |               |  |
|  |                         |                  | U. D. Melilla | 2                       |              |              |  |                         |               |               |  |
|  | C. F. Trujillo          | 0 (4)            | U. D. Melilla | 2                       |              |              |  |                         |               |               |  |
|  | C. F. Trujillo          | 0 (4)            |               |                         |              |              |  |                         |               |               |  |
|  | U. D. Melilla           | 0 (5)            |               |                         |              |              |  |                         |               |               |  |
|  | U. D. Melilla           | 0 (5)            |               |                         |              |              |  |                         |               |               |  |
|  |                         |                  |               |                         |              |              |  |                         |               |               |  |

Los vencedores de cada cuadro se clasificarán a la Copa del Rey, y jugarán entre sí para proclamarse campeón.

### Fase Final por el campeonato
|  | Semifinales             | Semifinales             | Semifinales            |                        |              | Final                  | Final                  | Final                  |  |
|  | 19 de octubre de 2022   | 19 de octubre de 2022   | 19 de octubre de 2022  |                        |              | 2 de noviembre de 2022 | 2 de noviembre de 2022 | 2 de noviembre de 2022 |  |
|  |                         |                         |                        |                        |              |                        |                        |                        |  |
|  |                         |                         |                        |                        |              |                        |                        |                        |  |
|  | U. D. Alzira            | U. D. Alzira            | 2 (4)                  |                        |              |                        |                        |                        |  |
|  | U. D. Alzira            | U. D. Alzira            | 2 (4)                  |                        |              |                        |                        |                        |  |
|  | C. D. San Roque de Lepe | C. D. San Roque de Lepe | 2 (3)                  |                        |              |                        |                        |                        |  |
|  | C. D. San Roque de Lepe | C. D. San Roque de Lepe | 2 (3)                  |                        | U. D. Alzira | U. D. Alzira           | 0                      |                        |  |
|  |                         |                         |                        |                        | U. D. Alzira | U. D. Alzira           | 0                      |                        |  |
|  |                         |                         | C. D. Arenteiro (t.s.) | C. D. Arenteiro (t.s.) | 2            |                        |                        |                        |  |
|  | C. D. Arenteiro         | C. D. Arenteiro         | C. D. Arenteiro (t.s.) | C. D. Arenteiro (t.s.) | 2            | 2                      |                        |                        |  |
|  | C. D. Arenteiro         | C. D. Arenteiro         |                        |                        |              | 2                      |                        |                        |  |
|  | Real Unión Club         | Real Unión Club         | 0                      |                        |              |                        |                        |                        |  |
|  | Real Unión Club         | Real Unión Club         | 0                      |                        |              |                        |                        |                        |  |
|  |                         |                         |                        |                        |              |                        |                        |                        |  |

| Campeón Club Deportivo Arenteiro 1.° título. |

## Clasificados para laCopa del Rey 2022-23
Se clasifican los cuatro semifinalistas.
| Bandera de Galicia | Bandera de la Comunidad Valenciana | Bandera de Andalucía    | Bandera del País Vasco |
| C. D. Arenteiro    | U. D. Alzira                       | C. D. San Roque de Lepe | Real Unión Club        |